# دیزنباخ
شهر دیزنباخ در ایالت هسن در کشور آلمان واقع شده است.
تلفظ صحیح آن به آلمانی دیتسنباخ هست.

## نگارخانه

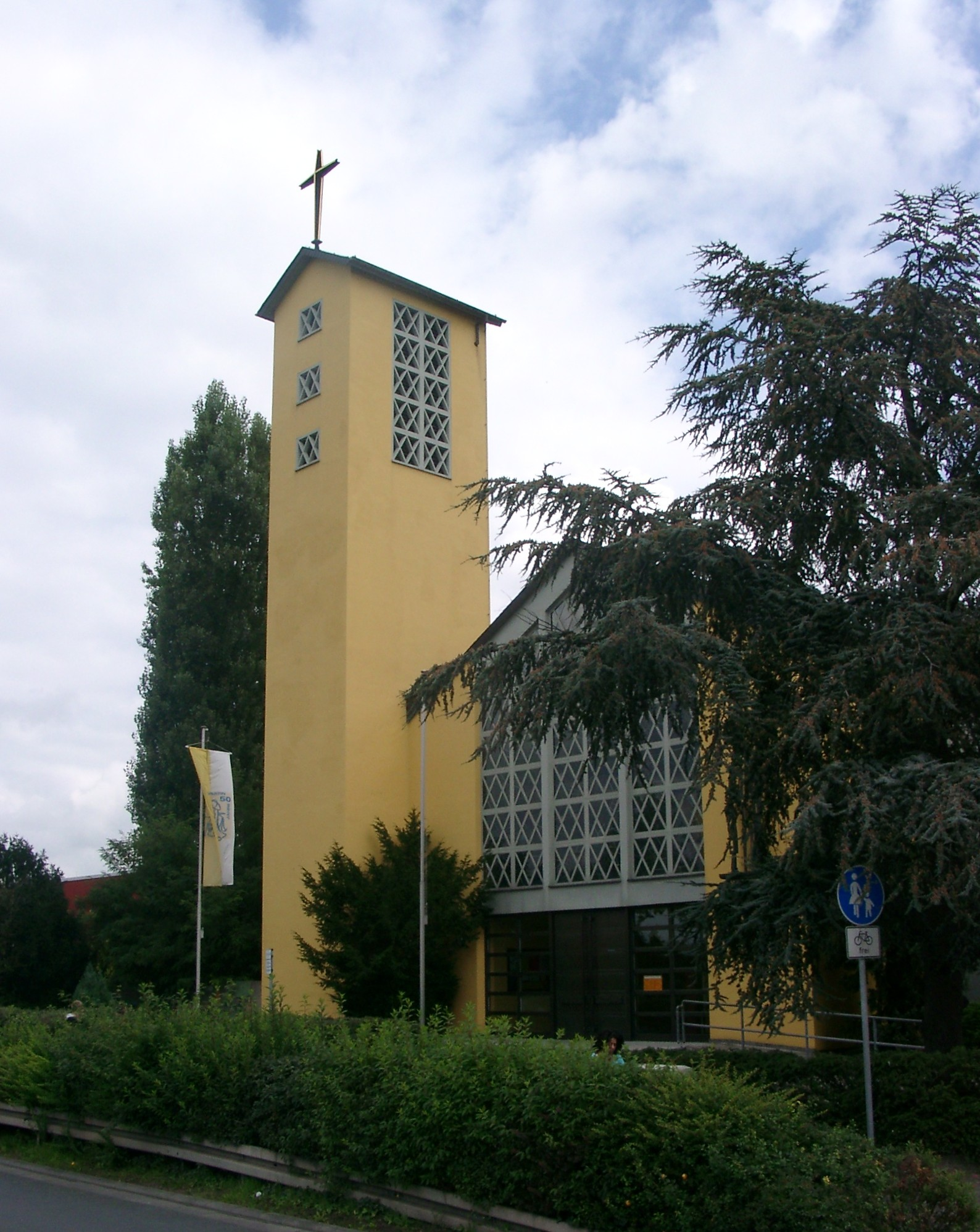
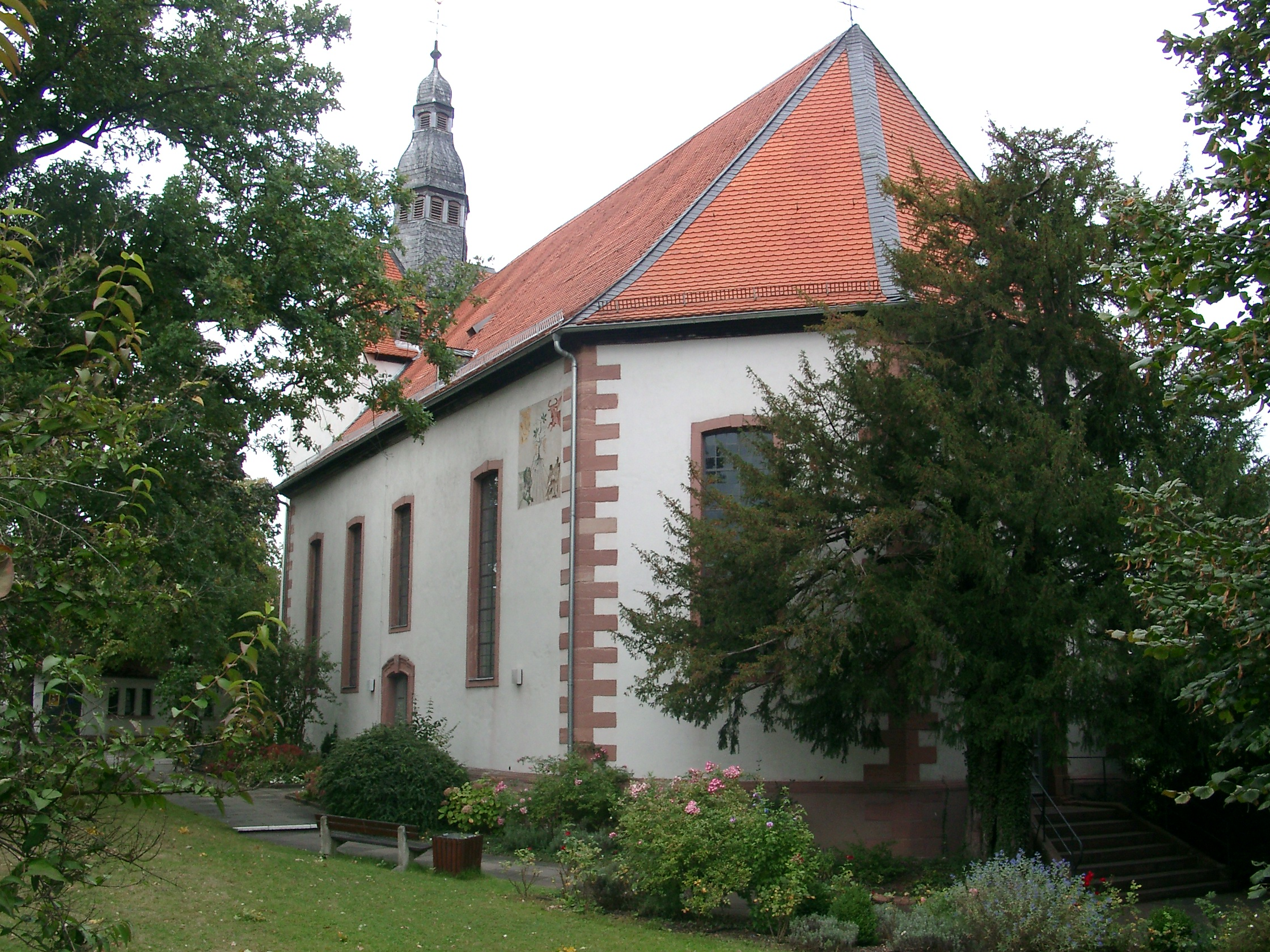